# 曲松乡
曲松乡，是中华人民共和国西藏自治区阿里地区札达县下辖的一个乡镇级行政单位。

## 行政区划
曲松乡仅辖一个行政村：曲木底村。